# Carnet (Manche)
Carnet település Franciaországban, Manche megyében. Lakosainak száma 497 fő (2018. január 1.). Carnet Villiers-le-Pré, Coglès, Le Ferré, Argouges és Saint-James községekkel határos.

## Népesség
A település népességének változása:
| Lakosok száma | 476  | 446  | 412  | 398  | 433  | 477  | 482  | 494  | 502  | 497  |
|               | 1968 | 1975 | 1982 | 1990 | 1999 | 2011 | 2013 | 2015 | 2017 | 2018 |